# Ann Mundy
Pour les articles homonymes, voir Mundy (homonymie).
Ann Mundy est vice-présidente du Conseil du patrimoine culturel du Québec un organisme-conseil auprès de la ministre de la Culture et des Communications. Le Conseil donne à la ministre des avis sur la connaissance, la mise en valeur et la transmission du patrimoine culturel québécois.